# Палеонтология на Аляске

Расположение штата Аляска

Палеонтология на Аляске относится к палеонтологическим исследованиям, проводимым на территории американского штата Аляска или выходцами из него. В позднем докембрии Аляска была покрыта неглубоким морем, в котором обитали бактерии, образующие строматолиты. Аляска оставалась под водой в палеозойскую эру, и море стало домом для таких существ, как аммониты, брахиоподы и рифообразующие кораллы. Цепь островов образовалась в восточной части будущего штата. Аляска оставалась покрытой морской водой в триасовый и юрский периоды. Местная фауна включала аммонитов, белемнитов, костных рыб и ихтиозавров. В меловой период Аляска представляла собой более сухопутную среду с богатой флорой и фауной динозавров.
В раннем кайнозое на Аляске был субтропический климат. Уровень воды в местных морях продолжал снижаться до тех пор, пока сухопутный мост не соединил будущий штат с Азией. По этому мосту переходили древние люди, а останки местных диких животных, таких как шерстистые мамонты, часто носят следы разделки. 
Более поздние коренные американцы интерпретировали местные окаменелости через призму мифологии. К 1830-м годам местные окаменелости привлекли внимание учёных с высшим образованием. Среди основных местных находок – костный пласт пахиринозавра в Кикак-Тегосике. Шерстистый мамонт плейстоценового возраста, Mammuthus primigenius, является ископаемым, найденным в штате Аляска.

## Предыстория
В позднем докембрии Аляска была покрыта неглубоким морем. Это море было домом для бактерий и строматолитов, которые позже окаменели. Большая часть штата продолжала оставаться под водой. К этому времени на Аляске обитали брахиоподы и трилобиты. В течение последующего ордовика и силура цепь вулканических островов занимала то, что сейчас является восточной частью штата. Эти острова возникли в результате современного местного тектонизма. Коралловые рифы образовались в морях вокруг этих островов. Северная треть Аляски была покрыта морской водой с девона по пермский период. Местная морская жизнь включала аммонитов, плеченогих, кораллы и брюхоногих моллюсков. В позднем палеозое на Аляске обитало не менее 34 различных видов брюхоногих моллюсков. Из них 9 были совершенно новыми для науки, когда впервые были обнаружены.
В триасовый период море расширилось. Северная Аляска погрузилась под воду. Южная Аляска находилась под мелководьем. Триасовое море штата было домом для костных рыб, ихтиозавров и моллюсков. В то время на Аляске часто происходили вулканические извержения. Вулканическая деятельность продолжалась и в юрский период, когда Аляска переживала период относительной геологической активности. Некоторые районы штата оставались затопленными морем. Это море было домом для аммонитов и морских лилий. В средней юре начали формироваться большинство горных хребтов, характеризующих современную Аляску. Среднеюрские келловейские отложения Аляски являются частью крупного геологического региона, простирающегося через Канаду и даже в 48 нижних штатов, включая Монтану, Айдахо, Северную Дакоту, Юту и Нью-Мексико. С середины до конца юрского периода территория, которую сейчас занимает Снаг-Харбор, была домом для огромного разнообразия морских беспозвоночных, которые оставили после себя множество окаменелостей. Среди них были аммониты. Другие включают белемнитов, брюхоногих моллюсков Amberlya, пелеципод Lima, Oxytoma и, возможно, Astarte и Isocyprina.

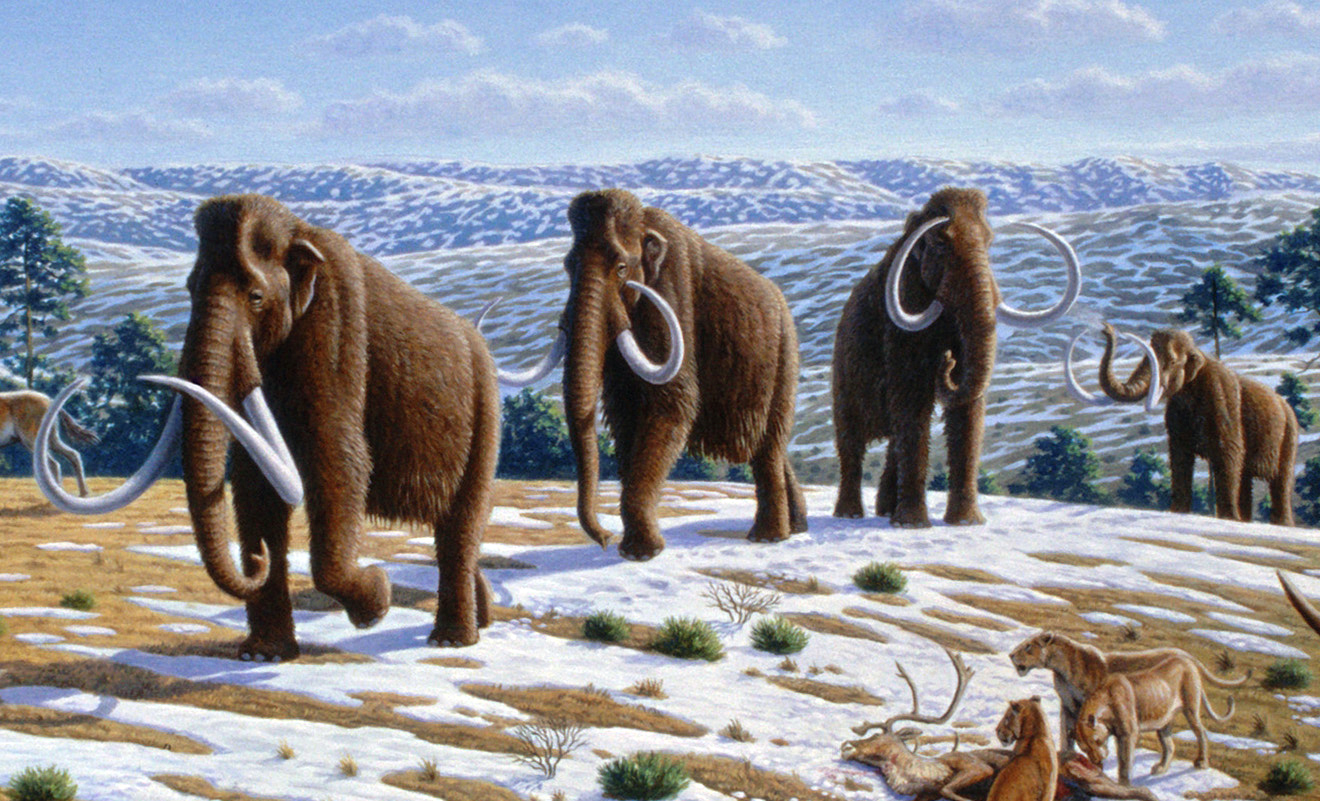
Шерстистые мамонты.

В меловой период Аляска приобрела дополнительную территорию из-за столкновений с другими тектоническими плитами. Местное горообразование привело к образованию хребта Брукса и других топографических особенностей. Некоторые районы Аляски были покрыты морем, а другие представляли собой сушу. В меловой период на Аляске обитало по меньшей мере 5 видов иноцерамуса. Это был широко распространённый род на Аляске, и его ископаемые останки были обнаружены в сотнях различных мест. Другие моллюски мелового периода сохранились на месте нынешней горы Умиат. Известно, что в меловой период на Аляске произрастало более 235 видов растений, большинство из которых – саговники. Их останки разбросаны по сотням мест. Среди находок были водоросли, ампелопсис, хвойные деревья, вяз, фикус, большое разнообразие печёночных мхов, лавров, магнолий, дубов, сосен, платанов и секвой. Останки беспозвоночных также были найдены вместе с растениями. Кусочки мелового янтаря были найдены на берегу острова Нельсон, расположенного в Беринговом море. Динозавры жили на Аляске в меловой период.
Аляска оставалась тектонически активной вплоть до кайнозойской эры. Вулканизм привёл к образованию Алеутских островов. В эоцене растения Аляски напоминали те, что сегодня растут в умеренных, субтропических и тропических регионах Земли. Их останки сохранились в таких местах, как полуостров Аляска, Авик, побережье залива Кука, Игл-Сити, остров Унга. В палеонтологической летописи позднего миоцена Аляски также зафиксированы древние беспозвоночные, обитавшие на территории штата. В период с миоцена по плиоцен площадь суши Аляски практически достигла своих современных размеров. В летописи окаменелостей позднего плиоцена Аляски также зафиксированы беспозвоночные, обитавшие в этом штате в этот период. В периоды низкого уровня моря Аляску и Азию соединял сухопутный мост, что позволяло обмениваться дикой природой континентов. Значительные территории Аляски были покрыты ледниками в четвертичном периоде. Аляска также была местом продолжающейся вулканической активности. На Аляске останки млекопитающих плейстоцена часто ассоциируются с артефактами, оставленными людьми Фолсома. Геологически недавние окаменелости беспозвоночных также известны с Аляски.

## История

### Интерпретации коренных народов
Куугаарпак — чудовище с бивнями из юпикского фольклора, которое, как говорят, роет норы под землёй. Говорят, что свежий воздух смертелен для Куугаарпака, один лишь контакт с ним может привести к его окаменению. Эти истории основаны на окаменелостях хоботных ледникового периода, чьи захороненные останки иногда находят вымываемыми из осадка весной на юго-востоке Аляски. Многие другие коренные культуры по всему миру интерпретировали окаменелости хоботных как останки гигантских роющих животных.

### Научные исследования
С 1836 года на Аляске было обнаружено не менее пяти мамонтов. Одна из самых ранних находок произошла в 1897 году, когда в вулканической пещере на острове Сент-Пол были обнаружены кости мамонта. Это место считалось настолько необычным, что некоторые исследователи высказывали подозрения, что останки были подброшены туда в качестве шутки. В 1850 году была достигнута ещё одна важная веха в палеонтологии штата: появилась, вероятно, первая публикация о местных растениях третичного периода. Окаменелости третичных растений Аляски были впервые обнаружены в таких местах, как полуостров Аляска, побережье залива Кука и остров Унга. В период с 1902 по 1908 год были обнаружены сотни источников ископаемых остатков растений мелового периода. Среди находок были водоросли, ампелопсис, хвойные деревья, вяз, фикус, большое разнообразие печёночных мхов, лавров, магнолий, дубов, сосен, платанов и секвой. Останки беспозвоночных также были найдены вместе с растениями. В 1903 году между Авиком и Игл-Сити было обнаружено несколько источников ископаемых остатков растений третичного периода. В 1930-х годах несколько объёмных научных статей пролили ещё больше света на меловую флору Аляски. Таким образом, меловые растения Аляски не получали серьёзного рассмотрения в научной литературе в течение 50 лет после нахождения третичной флоры. Останки мамонта больше не находили до 1952 года, когда был обнаружен частично окаменевший зуб мамонта. Вес образца составил 3 фунта и 11 унций (1,67 кг), а длина — 9,75 дюймов (24,76 см). В середине-конце XX века Мичиганский университет отправлял летние экспедиции на Аляску для поиска кайнозойских позвоночных, но после трёх неудачных попыток они прекратили работу.

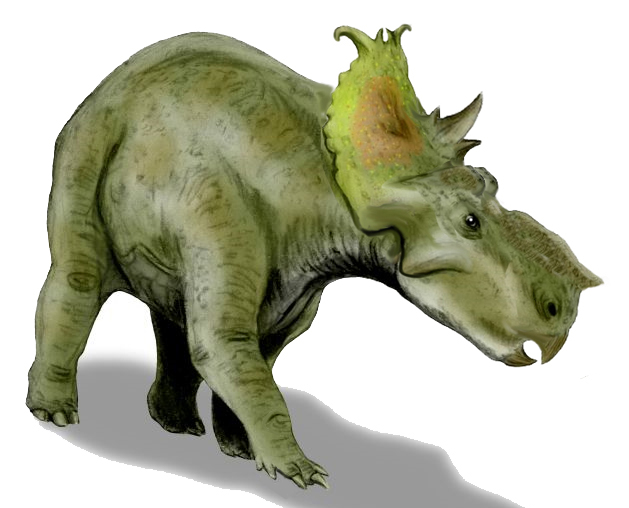
Пахиринозавр.

В 1994 году в карьере, где в среднем туронском ярусе формации Матануска велась добыча дорожного материала, недалеко от шоссе Гленн, примерно в 150 милях к северо-востоку от Анкориджа, был обнаружен утконосый динозавр. Этот образец, получивший название «Гадрозавр из гор Талкитна», стал первым найденным скелетом отдельного динозавра на Аляске и относится к ранее неизвестному источнику окаменелостей динозавров, обитающих в высоких широтах. Осенью того же года палеонтологи начали раскопки образца, дальнейшие работы были проведены летом 1996 года. В настоящее время он хранится в музее Университета Аляски. Палеонтологи из гор Талкитна смогли определить, что гадрозавр из гор Талкитна был молодой особью длиной около 3 метров (10 футов), но образец не сохранил достаточно анатомических деталей, чтобы исследователи могли сказать, был ли он гадрозавридом или ламбеозавридом.
Ещё одно открытие было сделано в 1994 году палеонтологической службой Университета Аляски, проводившей разведку вдоль берегов реки Колвилл. Команда обнаружила окаменелости вдоль берега реки у подножия обрыва высотой более 100 метров, но не смогла точно определить их стратиграфическое происхождение на обрыве. В 1997 году Д. У. Нортон и студент Университета Аляски по имени Рон Мансил отследили окаменелости до верхних трёх метров обрыва. С 1998 по 2002 год Музей природы и науки сотрудничал с Университетом Аляски в проведении типичных палеонтологических раскопок на участке, который сейчас известен как карьер Кикак-Тегосик формации Принс-Крик. В ходе раскопок был обнаружен новый пласт костей динозавра, в котором преобладали останки неустановленного вида пахиринозавра. В 2002 году помощь исследователям оказала армия США. Суровый местный климат привёл к тому, что окаменелости в карьере оказались во фрагментарном состоянии, что потребовало от исследователей изменить подход к раскопкам. После подготовки нового подхода рабочие возобновили активные раскопки в 2005 году и остановились в конце полевого сезона 2007 года. Материал был вывезен из карьера на стропе, прикреплённом к вертолёту Bell 206 JetRanger армии США. Окаменелости хранятся в Музее науки и природы.

## Музеи естественной истории
- Отдел палеобиологии, Смитсоновский институт, Вашингтон, округ Колумбия (крупнейшая коллекция окаменелостей Аляски, в основном унаследованная от Геологической службы США)
- Аляскинский центр геологических материалов (GMC), Анкоридж, Аляска (обширные коллекции нефтяной промышленности и Государственного геологического управления; крупнейшие коллекции фораминифер и палиноморф из скважин Аляски)
- Музей естественной истории Аляски, Анкоридж
- Музей столетия штата Аляска[англ.], Джуно
- Музей севера Университета Аляски[англ.], Фэрбанкс
- Музей Пратта, Хомер[20]